# Vétraz-Monthoux
Vétraz-Monthoux település Franciaországban, Haute-Savoie megyében. Lakosainak száma 10 412 fő (2022. január 1.). Vétraz-Monthoux Annemasse, Arthaz-Pont-Notre-Dame, Cranves-Sales és Étrembières községekkel határos.

## Népesség
A település népessége az elmúlt években az alábbi módon változott:
| Lakosok száma | 7781 | 8455 | 8945 | 8900 | 8969 | 9003 | 9360 | 9874 | 10 412 |
|               | 2013 | 2015 | 2016 | 2017 | 2018 | 2019 | 2020 | 2021 | 2022   |